# Phimophis
Phimophis — рід змій родини полозових (Colubridae). Представники цього роду мешкають в Південній Америці і Панамі.

## Види
Рід Phimophis нараховує 3 видів:
- Phimophis guerini (A.M.C. Duméril, Bibron & A.H.A. Duméril, 1854)
- Phimophis guianensis (Troschel, 1848)
- Phimophis vittatus (Boulenger, 1896)

## Етимологія
Наукова назва роду Phimophis походить від сполучення слів дав.-гр. φιμος — намордник і οφις — змія.